# Диков, Николай Николаевич
Николай Николаевич Диков (17 марта 1925— 8 февраля 1996) — советский и российский учёный-археолог. Доктор исторических наук, профессор, член-корреспондент РАН.
Родился в 1925 году в Сумах. С 1944 года заочно учился на историческом факультете МГУ, а затем на археологическом отделении ЛГУ (окончил его в 1949 году). В 1947—1953 годах участвовал в раскопках в Армении, Бурятии и на Ангаре.
В 1953 году защитил кандидатскую диссертацию по теме «Бронзовый век Забайкалья». В 1955 году стал директором Чукотского краеведческого музея. В 1956—1959 годах он провёл масштабные археологические исследования Чукотки, результатом которых стало обнаружение множества неолитических стоянок. Эти исследования позволили Дикову выдвинуть гипотезу о том, что Чукотка была заселена ещё в палеолите.
В 1960 году Диков возглавил лабораторию археологии, истории и этнографии Северо-Восточного комплексного НИИ (Магадан). В 1961 году он организовал экспедицию на Камчатку, в ходе которой были найдены следы пребывания человека верхнего палеолита, а также множество древнеительменских стоянок. На основании раскопок Ушковской палеолитической стоянки были впервые на северо-востоке Евразии выделены стратиграфические слои. Это позволило выделить раннюю и позднюю ушковские палеолитические культуры.
В 1960-е годы Диков продолжал исследования Камчатки и Чукотки. В частности, первым исследовал и описал пегтымельские петроглифы.
В 1972 году защитил докторскую диссертацию по теме «Древние культуры Камчатки и Чукотки».
В 1970-е годы Диков изучал будущую зону затопления водохранилища Колымской ГЭС. В 1975 году на острове Врангеля им была обнаружена палеоэскимосская культура, близкая к палеоэскимосским культурам Америки.
В 1980-е годы он продолжал исследования Камчатки и Чукотки. В этот период на Чукотке им был открыт ряд палеолитических и мезолитических стоянок.
Главнейшим научным достижением Н. Н. Дикова считается открытие палеолита на Камчатке, Чукотке и Колыме.

## Основные работы
- Бронзовый век Забайкалья. Улан-Удэ, 1958;
- По следам древних костров. Археологи идут по Чукотке. Магадан, 1960;
- Древние костры Камчатки и Чукотки. Магадан, 1969;
- Наскальные загадки древней Чукотки: петроглифы Пегтымеля. М., 1971;
- Очерки истории Чукотки с древнейших времен до наших дней. М.,1974
- Археологические памятники Камчатки, Чукотки и Верхней Колымы. М., 1977;
- Древние культуры Северо-Восточной Азии: Азия на стыке с Америкой в древности. М., 1979;
- История Дальнего Востока СССР с древнейших времен до XVII в. М., 1989 (соавт.);
- Азия на стыке с Америкой в древности. СПб, 1993;
- Asia at the Juncture with America in Antiquty: The Stone age of Chukchi Peninsula. Anchorage, 1997;
- Mysteries in the Rocks of Ancient Chukotka (Petroglyphs of Pegtymel’). Anchorage, 1999.